# Brachycalanus ordinarius
Brachycalanus ordinarius is een eenoogkreeftjessoort uit de familie van de Phaennidae. De wetenschappelijke naam van de soort is voor het eerst geldig gepubliceerd in 1973 door Grice.